# Ауста Гюннлёйгсдоуттир
Ауста Брейдфьорд Гюннлёйгсдоуттир (исл. Ásta Breiðfjörð Gunnlaugsdóttir; род. 13 мая 1961, Исландия) — исландская футболистка, выступавшая на позиции нападающего за сборную Исландии. На клубном уровне более 20 лет играла за исландский «Брейдаблик». В 1994 году стала первой женщиной, признанной футболистом года в Исландии.

## Личная жизнь
Ауста Гюннлёйгсдоуттир родилась 13 мая 1961 года, в детстве помимо футбола занималась также гандболом.
Состоит в отношениях с Самуэлем Эрном Эрлингссоном, проживает в пригороде Хедлы. У пары есть две дочери, обе также играли за «Брейдаблик».

## Клубная карьера
Ауста дебютировала за женскую команду «Брейдаблика» в возрасте 13 лет. В сезоне 1985 года она забила 20 голов в 13 матчах за клуб, что стало рекордом чемпионатов Исландии по результативности в среднем за игру, который был побит лишь спустя 28 лет Харпой Торстейнсдоуттир.
Ауста выступала за «Брейдаблик» более 20 лет, проведя в общей сложности 181 матч в чемпионате Исландии, забив в них 206 голов, что является рекордом клуба за всю его историю. Вместе с командой 10 раз выигрывал чемпионство страны, при этом трижды становилась лучшим бомбардиром лиги. В 1981 и 1983 годах также выигрывала Кубок Исландии, отличившись забитыми голами в обоих финалах.

## Карьера в сборной
За сборную Исландии Ауста сыграла 26 матчей: в период с 1981 по 1994 год она приняла участие во всех матчах сборной Исландии, за исключением трёх, которые были сыграны во время её беременности.
Из 8 забитых ею мячей за национальную команду один — в ворота Шотландии в первом в истории матче женской сборной Исландии.

## Окончание футбольной карьеры
Ауста ушла из профессионального футбола в 1994 году. В том же году она была удостоена награды «Футболист года в Исландии», что сделало её первой женщиной, получившей эту награду.
В 2015 году Ауста Гюннлёйгсдоуттир и Сигюрдюр Грьетарссон были включены в Зал славы «Брейдаблика».